# Agrilus vittaticollis
Agrilus vittaticollis es una especie de insecto del género Agrilus, familia Buprestidae, orden Coleoptera.
Fue descrita científicamente por Randall, 1838.